# Erick Lonnis
Erick Lonnis   (Turrialba, 9 de setembre de 1965) fou un futbolista costa-riqueny de la dècada de 1990.
Fou 76 cops internacional amb la selecció de Costa Rica.
Pel que fa a clubs, destacà a Cartaginés, Carmelita i Deportivo Saprissa.